# 相ノ木村
相ノ木村（あいのきむら）は、かつて富山県中新川郡にあった村。
村名は、一帯を流れた相ノ木用水を由来としている。

## 沿革
- 1889年（明治22年）4月1日 - 町村制の施行により、上新川郡飯坂新村、下荒又村、上荒又村、放士ケ瀬新村、久金新村、久金村、下青出村、中青出村、中開発村、飯坂村、青出新村、下経田村、上経田村、上条沖村、新清水村及び放士ケ瀬村の区域をもって、上新川郡相ノ木村が発足する。
- 1896年（明治29年）3月29日 - 郡制の施行のため、上新川郡の区域から分立して、中新川郡が発足により、中新川郡に所属となる。
- 1954年（昭和29年）4月1日 - 中新川郡上市町に編入する。

## 歴代村長
出典→
- 初代 - 4代目：石原三郎（1889年5月10日 - 1904年3月12日）
- 5代目：中川庄一郎（1904年3月26日 - 1908年3月25日）
- 6 - 9代目：堀田一治（1909年4月4日 - 1919年12月18日）
- 10、11代目：成瀬好平（1919年12月18日 - 1927年12月18日）
- 12代目：田中秀夫（1927年12月26日 - 1931年12月25日）
- 13、14代目：花子平次（1931年12月28日 - 1937年3月30日）
- 15代目：瀬川喜一（1937年4月11日 - 1939年8月17日）
- 16代目：成瀬好平（1939年9月16日 - 1946年12月9日）
- 17、18代目：瀬川仁左衛門（1947年4月7日 - 1954年3月31日、唯一の公選）